# Argenta (Illinois)
Argenta – wieś w Stanach Zjednoczonych, w stanie Illinois, w hrabstwie Macon.